# Joseph Torrent
Joseph Torrent (* 4. Januar 1795 in Monthey; † 14. Mai 1885 ebenda) war ein Schweizer Politiker. Er vertrat drei Jahre lang den Kanton Wallis im Nationalrat.

## Biografie
Der Sohn von Jean-Joseph Torrent und Marie-Anne Carraux arbeitete als Landwirt und führte eine Seidenraupenzucht. Ab 1841 war er Präsident der Burgergemeinde Monthey und trat mit radikalliberalen Äusserungen in Erscheinung. Als sich die Konflikte mit den Katholisch-Konservativen verschärften, führte Torrent 1844 die örtliche Sektion der Jungen Schweiz an. Diese von Giuseppe Mazzini inspirierte Organisation strebte die vollständige politische Gleichberechtigung des damals dominierenden Oberwallis und des benachteiligten Unterwallis an. Freischärler der Jungen Schweiz erlitten am 21. Mai 1844 im Gefecht am Trient bei Vernayaz eine schwere Niederlage, worauf die Konservativen die Macht an sich rissen.
Torrent musste daraufhin über Savoyen nach Genf ins Exil fliehen. Nach der Kapitulation des Wallis im Sonderbundskrieg kehrte er zurück und gehörte ab 1848 über ein Vierteljahrhundert lang dem Gemeinderat von Monthey an. In den Jahren 1848 bis 1850, 1853 bis 1855 und 1865 bis 1870 amtierte er als Gemeindepräsident. Von 1853 bis 1859 war er Präfekt von Monthey, und von 1854 bis 1877 sass er für die Radikalliberalen im Grossen Rat des Kantons Wallis. Torrent kandidierte bei den Nationalratswahlen 1860 und wurde im Wahlkreis Unterwallis gewählt. Nach drei Jahren verzichtete er auf eine Wiederwahl.
Im Militär hatte er seit 1851 den Rang eines Oberstleutnants. Sein älterer Bruder Pierre Torrent war für kurze Zeit Staatsrat des Kantons Wallis.